# Runer
Le riu Runer est une rivière d'Andorre et d'Espagne, affluent du Valira, donc sous-affluent de l'Èbre par le Sègre.

## Toponymie
riu Runer est la forme reconnue par la nomenclature des toponymes d'Andorre. Il s'agit cependant d'un pléonasme puisque Runer est la forme condensée de riu Ner qui signifie « rivière noire »,,. Ce toponyme est d'origine latine, dérivant de rivus (« cours d'eau »), et de niger (« noir »).

## Géographie
Il prend sa source à une altitude de 1 953 mètres, au Coll de Pardaló sur la commune de Les Valls de Valira en Espagne, dans la province de Lérida. Il forme ensuite une frontière naturelle entre l'Espagne et l'Andorre, et rejoint le Valira par sa gauche à une altitude de 840 mètres (point le plus bas du pays).
C'est au-dessus de cette rivière que passe le pont reliant la route nationale espagnole N-145 à la route CG-1 andorrane, principal point de passage entre les deux pays.

## Affluents
Le riu Runer a quatre affluents référencés, de l'amont vers l'aval :
- le Rec de Caborreu (rive gauche)
- le Torrent de Cap del Boix (rive gauche)
- le Torrent de la Canya de l’Ós (rive gauche)
- le Torrent de les Corxessanes (rive gauche), avec un affluent et un sous affluent.

Son rang de Strahler est donc de quatre.

## Crues
Le 1er août 2008, d'intenses pluies firent déborder le riu Runer. L'inondation entraîna la fermeture temporaire de la douane andorrane de Sant Julià de Lòria et fut même responsable de dommages sur le bâtiment de la police et de la douane andorrane.